# Blauwe vink
De blauwe vink (Fringilla teydea) is een zangvogel uit de familie van de vinkachtigen (Fringillidae). De vogelsoort is endemisch op de Canarische Eilanden. Hij is het symbool van het eiland Tenerife.

## Kenmerken
De vogel is 16 tot 18 cm lang, duidelijk groter dan de gewone vink (F. coelebs) met een forse kegelvormige snavel. Het mannetje is donker grijsblauw van boven en wat lichter meer loodgrijs met een vage lichte vleugelstreep. Het vrouwtje is van boven donker grijsbruin en van onder lichter grijs met een iets meer contrasterende vleugelstreep. Zowel mannetje als vrouwtje hebben geen lichte buitenste staartpennen zoals de gewone vink.

## Verspreiding en leefgebied
De blauwe vink komt voor op het Canarische eiland Tenerife en is sterk gebonden aan bossen met aanplant van de Canarische den (Pinus canariensis).

## Status
De blauwe vink heeft een beperkt verspreidingsgebied en daardoor is de kans op uitsterven aanwezig. De grootte van de populatie werd in 2021 door BirdLife International ruw geschat op 2000 tot 5000 individuen. De vogel wordt illegaal gevangen en de bossen zijn sterk versnipperd en worden intensief als recreatiegebied benut. Om deze redenen staat deze soort als gevoelig op de Rode Lijst van de IUCN.